# Tay cùi
Tay cùi (danh pháp khoa học: Nopalea cochenillifera) là một loài thực vật có hoa trong họ Cactaceae. Loài này được (L.) Salm-Dyck mô tả khoa học đầu tiên năm 1850.